# Edward Childs Carpenter
Edward Childs Carpenter född 13 december 1872 i Philadelphia USA död 28 juni 1950 i Guildford, Surrey England, amerikansk författare, manusförfattare och dramatiker.